# Gianluca Simeone
Gianluca Simeone Baldini (Buenos Aires, Argentina; 23 de julio de 1998) es un exfutbolista profesional argentino que jugaba como delantero. Su último club fue el Rayo Majadahonda de la Segunda Federación de España.

## Trayectoria
Simeone comenzó su carrera en River Plate, donde estuvo cedido en el Frosinone. En 2018 fue cedido a Unión La Calera de la Primera División de Chile, hizo su debut absoluto el 20 de junio durante la victoria de la segunda ronda de la Copa Chile sobre el Magallanes. También hizo dos apariciones más en la siguiente ronda contra Palestino, quienes fueron los eventuales ganadores. Luego regresó a River Plate sin aparecer en la liga, aunque fue un suplente sin usar tres veces.
En 2019 se unió a otro equipo argentino de Primera División, Gimnasia y Esgrima La Plata. Su debut fue ante Atlético Tucumán.
El 13 de agosto de 2019 fue cedido a la U. D. Ibiza de Segunda División B de España. Sin embargo, fue trasladado inmediatamente a su equipo de reserva, Sant Rafel, en la Tercera División. Marcó en su segunda aparición en Sant Rafel ante Formentera el 1 de septiembre. Su primer hat-trick profesional llegó el 22 de febrero de 2020 contra Santañí. El delantero centro regresó a Gimnasia a finales de la temporada 2019-20 en la liga argentina, tras haber marcado trece goles en veinticinco partidos. En agosto de 2020, Simeone regresó a España con el C. D. Ibiza de la Tercera División. Marcó un triplete en su tercer partido contra Sóller el 1 de noviembre.
El 2 de julio de 2022, fichó por el Xerez Deportivo Fútbol Club, en Segunda Federación. Tras 30 partidos con cuatro goles conseguidos, rescindió el contrato con el club jerezano. El 19 de julio de 2023, se comprometió con el Club Deportivo Tudelano, con el objetivo de ascender a la Primera Federación.
El 12 de julio de 2024, pasó al C. F. Rayo Majadahonda, de la Segunda Federación.
A mediados del 2025 decidió dejar la práctica profesional del fútbol para ser representantes de jugadores.

## Estadísticas
A 12 de enero de 2025.
| Club                       | Temp.            | Div.               | Liga  | Liga  | Copas nacionales | Copas nacionales | Copas internacionales | Copas internacionales | Total | Total |
| Club                       | Temp.            | Div.               | Part. | Goles | Part.            | Goles            | Part.                 | Goles                 | Part. | Goles |
| -------------------------- | ---------------- | ------------------ | ----- | ----- | ---------------- | ---------------- | --------------------- | --------------------- | ----- | ----- |
| Unión La Calera (préstamo) | 2018             | Primera División   | 0     | 0     | 3                | 0                | 0                     | 0                     | 3     | 0     |
| Gimnasia y Esgrima         | 2018-19          | Primera División   | 1     | 0     | 1                | 0                | 0                     | 0                     | 2     | 0     |
| Gimnasia y Esgrima         | 2019-20          | Primera División   | 0     | 0     | 0                | 0                | 0                     | 0                     | 0     | 0     |
| U. D. Ibiza (préstamo)     | 2019-20          | Segunda División B | 0     | 0     | 0                | 0                | 0                     | 0                     | 0     | 0     |
| Sant Rafel (préstamo)      | 2019-20          | Tercera División   | 25    | 13    | 0                | 0                | 0                     | 0                     | 25    | 13    |
| C. D. Ibiza                | 2020-21          | Tercera División   | 13    | 7     | 1                | 0                | 0                     | 0                     | 14    | 7     |
| C. D. Ibiza                | 2021-22          | Segunda Federación | 33    | 4     | 1                | 0                | 0                     | 0                     | 34    | 4     |
| Xerez Deportivo F. C.      | 2022-23          | Segunda Federación | 30    | 4     | 0                | 0                | 0                     | 0                     | 30    | 4     |
| Tudelano                   | 2023-24          | Segunda Federación | 29    | 9     | 2                | 0                | 0                     | 0                     | 31    | 9     |
| Rayo Majadahonda           | 2024-25          | Segunda Federación | 34    | 7     | 0                | 0                | 0                     | 0                     | 34    | 7     |
| Total de carrera           | Total de carrera | Total de carrera   | 165   | 44    | 8                | 0                | 0                     | 0                     | 173   | 44    |

## Vida privada
Es el segundo hijo del exfutbolista y entrenador Diego Simeone, también es hermano de Giovanni Simeone y de Giuliano Simeone.